# Albert Mansur
Albert Mansur (ur. 1939 w Ras Baalbek) – libański polityk, katolik obrządku melchickiego. W 1972 r. został wybrany deputowanym libańskiego parlamentu. W latach 1989–1990 sprawował funkcję ministra obrony w rządzie Selima al-Hossa. W 1990 r. objął resort informacji w pierwszym gabinecie Omara Karamiego. W drugim rządzie Karamiego (2004-2005) był sekretarzem stanu.